# ازدراء الأديان
الازدراء أو التجديف (بالإنجليزية: Blasphemy)‏ هو عدم إظهار تقدير أو احترام تجاه شخصيات مقدسة في ديانة ما أو تجاه رموز دينية أو تجاه عادات ومعتقدات معينة. في الديانات الإبراهيمية إدانة شديدة لإزدراء الأديان. كما أن لبعض البلدان قوانين تعاقب بتهمة الازدراء، في حين أن بلداناً أخرى تمنح اللجوء لأشخاص وجهت إليهم تلك التهمة في بلدانهم.
قد تستخدم بعض البلدان قوانين التجديف (ازدراء الأديان) لإدانة أشخاص يختلفون مع أغلبية أو أشخاص منشقين عن طائفة أو دين معين، وتعتبر البلدان التي تتبنى ديناً رسميا في دساتيرها هي أكثر المعاقبين باستخدام قوانين الازدراء.
تعتبر بعض الديانات التجديف جريمة دينية. ومنذ عام 2012، كانت قوانين مكافحة التجديف موجودة في 32 دولة، في حين أن 87 دولة لديها قوانين لخطابات الكراهية التي تغطي التشهير بالدين والتعبير العلني عن الكراهية ضد مجموعة دينية. قوانين مكافحة التجديف شائعة بشكل خاص في الدول ذات الأغلبية المسلمة، مثل تلك الموجودة في الشرق الأوسط وشمال إفريقيا،  على الرغم من وجودها أيضًا في بعض الدول الآسيوية والأوروبية.

## ازدراء الأديان في الوطن العربي
لإزدراء الأديان قانون تتبناه بعض دول الوطن العربي مثل مصر، السعودية، الكويت والسودان وبعض الدول الأخرى.
ففي مصر: المادة 98 من قانون العقوبات المصري تحدّد عقوبة السجن مدة تراوح بين 6 أشهر و 5 أعوام وغرامة تراوح بين 70 و 140 دولاراً لكل “من استغل الدين في الترويج أو التحبيذ بالقول أو بالكتابة أو بأية وسيلة أخرى لأفكار متطرفة بقصد إثارة الفتنة أو تحقير أو ازدراء أحد الأديان السماوية أو الطوائف المنتمية إليها أو الإضرار بالوحدة الوطنية".

## اقرأ أيضا
- قانون تجريم ازدراء الأديان في مصر